# Sesonk (Ptah-főpap)
Sesonk ókori egyiptomi pap volt a XXII. dinasztia idején, Ptah memphiszi főpapja.
II. Oszorkon és I. Karomama legidősebb fiaként született; ismeretlen okokból nem ő lépett trónra apja után, és Memphiszben temették el III. Sesonk uralkodása alatt. Háborítatlan sírját 1942-ben találták meg.
Főpapsága alatt ő gondoskodott a huszonhetedik Ápisz-bika temetéséről Szakkarában. Egy Takelot nevű fia született; unokája Pediésze Ptah-főpap és meswes törzsfő, dédunokája Peftjauibaszt Ptah-főpap.
Fennmaradt említései:
- Két naofór (szentélytartó) szobor (Budapest, Szépművészeti Múzeum, 51.2050; Bécs, Kunsthistorisches Museum, ÄS 5773), melyek közül az utóbbit azonban feliratok híján nem sikerült teljes bizonyossággal neki tulajdonítani.[4]). A budapesti szobron szerepelnek Sesonk címei és családi kapcsolatai: „őfelsége nagy, fő hercege, Ptah főpapja és szem-papja, a Két Föld urának, Uszermaatré Szetepenrének, Ré fiának, a megjelenések urának, Oszorkon Meriamon Szibasztnak a nagy királyi fia, kinek anyja Karomama.”[3]
- Egy kehely (ma Berlinben).
- Egy szkarabeusz (ma a londoni Petrie Múzeumban).[2]

## Fordítás
- Ez a szócikk részben vagy egészben  a   Shoshenq D című angol Wikipédia-szócikk ezen változatának fordításán alapul.  Az eredeti cikk szerkesztőit annak laptörténete sorolja fel. Ez a jelzés csupán a megfogalmazás eredetét és a szerzői jogokat jelzi, nem szolgál a cikkben szereplő információk forrásmegjelöléseként.